# 名鉄知多新線
知多新線（ちたしんせん）は、愛知県知多郡武豊町の富貴駅から同郡南知多町の内海駅までを結ぶ名古屋鉄道（名鉄）の鉄道路線。名鉄で「新線」を名乗る唯一の路線である。

## 概要
沿線の宅地・観光開発のために建設された比較的新しい路線で、沿線には海水浴場や名鉄が開発した行楽地（南知多ビーチランドやかつての内海フォレストパークなど）が立地する。また、知多奥田駅周辺には日本福祉大学美浜キャンパスがあり、通学路線としても利用されている。知多半島東側にある富貴駅から半島中央部を貫き、半島西側の丘陵部を走っているため、名古屋鉄道の路線の中では最もトンネル数が多く（7か所）、急勾配も随所にある。
全線において単線となっているが、用地の確保及びトンネルは複線規格で造られており、橋梁部分は橋台のみが設置されている。利用者数の伸び悩みにより複線化への進展は見られないが、複線化用地を流用して別曽池信号場が設置されている。2023年3月の改正で線内を走る列車が減便となったため、上野間駅と野間駅の交換設備が廃止されている。
線内の駅は知多奥田駅を除き無人駅だが、駅集中管理システム導入前は季節によって上野間駅と野間駅に駅員が配置されていたことがある。始発の富貴駅は2023年9月30日より終日無人駅となった。終点の内海駅も利用者が少ないため2020年5月25日より暫定的に終日無人駅になっていたが、2023年3月25日より正式に終日無人駅となった。知多新線内は特急列車も全ての駅に停車し、一部の列車には特別車が連結されているため、無人駅でも自動券売機でミューチケットを購入することができる。
運賃計算区分はC（運賃計算に用いる距離は営業キロの1.25倍）。さらに、建設費回収のための加算運賃が適用される。すべての駅でmanacaなどの交通系ICカード全国相互利用サービス対応カードが利用できる。
なお、『鉄道要覧』による起点は富貴駅で、内海方面行きが下り、富貴・名古屋方面行きが上りとなるが、列車番号の設定においては内海駅から富貴駅へ向かう列車が下り列車に付ける奇数、逆方向が上り列車に付ける偶数となっている。以下当記事において、富貴駅から内海駅へ向かう方を下り、逆方向を上りとして解説する。

### 加算運賃
新線であるため、キロ程で算出された運賃に加算額を加算する。大人の普通運賃への加算額は、知多新線内の運賃計算キロ（営業キロ×1.25）を下の表に照らし合わせて算出する。駅間距離が長いうえに「C線＋加算運賃」という条件下にあるため、他の路線に比べて初乗り運賃が高くなることがある（野間 - 内海が260円、富貴 - 上野間が280円、その他の隣接駅間は190円）。
| 運賃計算キロ        | 加算額 |
| ------------------- | ------ |
| 0.1キロ - 3.9キロ   | 20円   |
| 4.0キロ - 6.9キロ   | 30円   |
| 7.0キロ - 9.9キロ   | 40円   |
| 10.0キロ - 12.9キロ | 50円   |
| 13.0キロ - 15.9キロ | 60円   |
| 16.0キロ - 17.4キロ | 70円   |

### 路線データ
- 路線距離（営業キロ）：13.9 km
- 軌間：1,067 mm
- 軌条：50 kgN
- 駅数：6駅（起終点駅含む）
- 複線区間：なし（全線単線・複線用地が確保されている）
- 電化区間：全線電化（直流1,500 V）
- 閉塞方式：自動閉塞式[2]
- 保安装置：M式ATS[2]
- 最高速度：100 km/h[2]
- 交換可能駅：別曽池信号場、知多奥田駅
- 最急勾配：34.8 ‰（別曽池信号場 - 上野間駅間）
- 最小曲線半径：350 m（富貴駅付近）

交換駅は片開き式分岐器が使用されている。また、交換駅のホーム両端には出発信号機が1基ずつ（計4基）立っている。一線スルー化は行われておらず、列車交換は左側通行で行う。かつて特急が通過する際は名古屋方面行きの場合速度制限を受けて低速で通過していた。
踏切は富貴駅構内を除き存在しない。

## 歴史
知多半島の海岸線は古来より風光明媚な地として知られており、半島南部（南知多）へ鉄路を伸ばす試みが戦前より企図されていた。1912年（大正元年）8月に常滑駅 - 内海間の免許を取得した愛知電気鉄道の「内海線」計画、これに刺激された地元資本が設立した知多軽便鉄道（武豊 - 常滑、武豊 - 師崎間。1913年5月免許取得）、そして鉄道省が武豊線の延伸として測量まで行った師崎延伸計画の3案である。しかし、南知多は鉄道敷設に見合うほど人口密度が高くなく、産業も乏しかったため、昭和不況や太平洋戦争の戦況悪化の影響もあっていずれの案も実現せずに終わっている。
戦後になると、半島北部は名古屋港や衣浦港を軸とする工業化・宅地化が進行し、景観に優れた海岸線は失われていった。他方、南知多には従来の自然環境が残されており、都市近郊の観光地として注目を集め、1958年（昭和33年）には三河湾国定公園の一部に指定された。名鉄も昭和30年代から南知多の開発に力を注ぎ、河和駅からのバス連絡で観光客を輸送していたが、これを機に南知多への鉄道延伸を改めて企図することにした。
新線のルートはいくつかあった。まずどの駅から延伸するかについて、常滑駅延伸案（常滑ルート）、河和駅延伸案（河和ルート）、河和線途中分岐案（野間ルート）の3案が検討されたが、常滑ルートは南下距離が長いことから却下され、河和ルートより半島中央部の開発が期待できる野間ルートが採択された。次に、半島西部のルートを海岸寄り（海岸ルート）にするか、丘陵部（丘陵ルート）にするかが検討された。海岸ルートは海水浴客などの輸送に向いており、丘陵ルートは宅地造成に適していたが、副社長の竹田弘太郎は宅地造成の将来性を主張し、社長の土川元夫もこれを承諾、丘陵ルートに決定した。また、河和線からの分岐地点についても変遷があった。当初は知多武豊駅 - 富貴駅間に武豊信号所を設けて分岐する予定で1966年（昭和41年）9月に免許を申請し、翌年に認可を得ていたが、信号所設置予定付近に大足駅を新設しようとする地元の運動と重なり用地買収が難航していた。これを受けて分岐地点の変更が検討されたが、分岐駅機能を誘致したい富貴地区が用地買収に応じたことで富貴駅分岐に落ち着いた。かくして分岐地点は富貴駅に変更され、1969年（昭和44年）10月には第1工区（富貴駅 - 別曽池間）の施工認可が下りた。
第1工区の建設は比較的順調に進み、1971年（昭和46年）6月には別曽池 - 内海間の施工も認可された。このうち別曽池 - 上野間間を第2工区として同年8月より着工した が、途中区間にある深谷トンネルで出水事故が起きた。出水は広目側（上野間側）300m地点の試掘中に発生し、排水の目処が立たないことから工事は一旦中断された。検討の結果、早期開通を優先するため工法を開削工法に切り替えることとし、そのために必要な用地の追加買収を行った。深谷トンネルは予定より6ヶ月遅れて1973年（昭和48年）4月に開通、1974年（昭和49年）6月には富貴駅 - 上野間駅間が無事開業した。その後の小原、谷トンネルは問題なく開通し、1975年（昭和50年）7月には知多奥田駅、1976年（昭和51年）4月には野間駅まで延伸した。
内海への延伸に当たり問題となったのが内海駅の位置である。当初案では小野浦トンネルからそのまま南下して知多乗合内海管理所付近に駅を設置し、隣接する旧内海中学校用地（1964年取得）と合わせて総合開発を計画していた。地元は鉄道延伸そのものには賛成していたが、観光客への商売、内陸部の開発といった観点から海岸沿いの駅設置に反対した。最終的には名鉄側が折れて現在地への駅設置に計画が変更され、トンネルが一つ追加された（内海トンネル）。
内海駅の位置変更により2つの問題が生じた。ひとつは近隣の内海中学校が電車の騒音を問題視したことで、これは学校隣接地約300 mに渡って防音壁を設置して解決した。もうひとつは予期せぬ遺跡の発見である。1978年（昭和53年）6月の内海駅建設工事中に東海地方最古の貝塚とされる先苅（まずかり）貝塚が発見され、縄文時代に起きた縄文海進を裏付けるなど学術的には貴重な発見と言えるが、発掘調査のため知多新線の延伸は遅延することになった。
こうした紆余曲折の末、1980年（昭和55年）6月にようやく内海駅まで延伸、知多新線が全通するが、着工からすでに10年が経過しており、この10年間で南知多を巡る情勢は大きく様変わりしていた。まず、沿線の大半が市街化調整区域に指定されたことで宅地造成がほとんど不可能になり、美浜緑苑など僅かな開発に留まった。また、内海駅延伸と同時に開業予定だった小野浦駅（仮称）は付近の開発が遅れたことで建設が中止された（未成駅）。知多新線の需要予測は宅地造成による居住者利用を基に想定されていたため、実際の利用者数は予測を大きく下回った。
そこで名鉄は1977年（昭和52年）2月に南知多開発局を半田市内に設け、宅地開発の不調を補うためにも南知多の観光開発を推進することにした。まず内海駅を拠点にバス連絡網を整備し、名鉄海上観光船の高速船に連絡するバスダイヤを設定した。しかし、海水浴客輸送だけでは利用が夏季に偏ってしまうきらいがあり、その海水浴客のアクセスも道路整備や意識変化によってマイカー利用へ流れ始めていたため、開発局は通年利用の行楽施設を知多新線沿線に作る方針を固め、海水浴客以外の観光利用を創出することにした。この方針に従って建設されたのが南知多ビーチランド（1980年4月29日開園）や内海フォレストパーク（1982年10月20日開園）である。このほか、1984年（昭和59年）には『移動も楽しむ』という観光ニーズの変化に対応するため新型特急車両『8800系「パノラマDX」』を犬山線 - 知多新線間に投入。マイカーや観光バスのプライベート性・居住性に対抗した。ただ、宅地造成を優先して丘陵ルートを選択したことが仇となり、行楽施設へはバスなどを介する必要があった。
観光ニーズのさらなる変化によって南知多観光が停滞気味となったこともあり、現在は日本福祉大学および付属高校（ともに1983年移転）への通学利用が中心となっている。その日本福祉大学も2027年4月から東海市の東海キャンパスを拡張し、当線沿線の美浜キャンパスから中核の社会福祉学部を移転させる予定である。

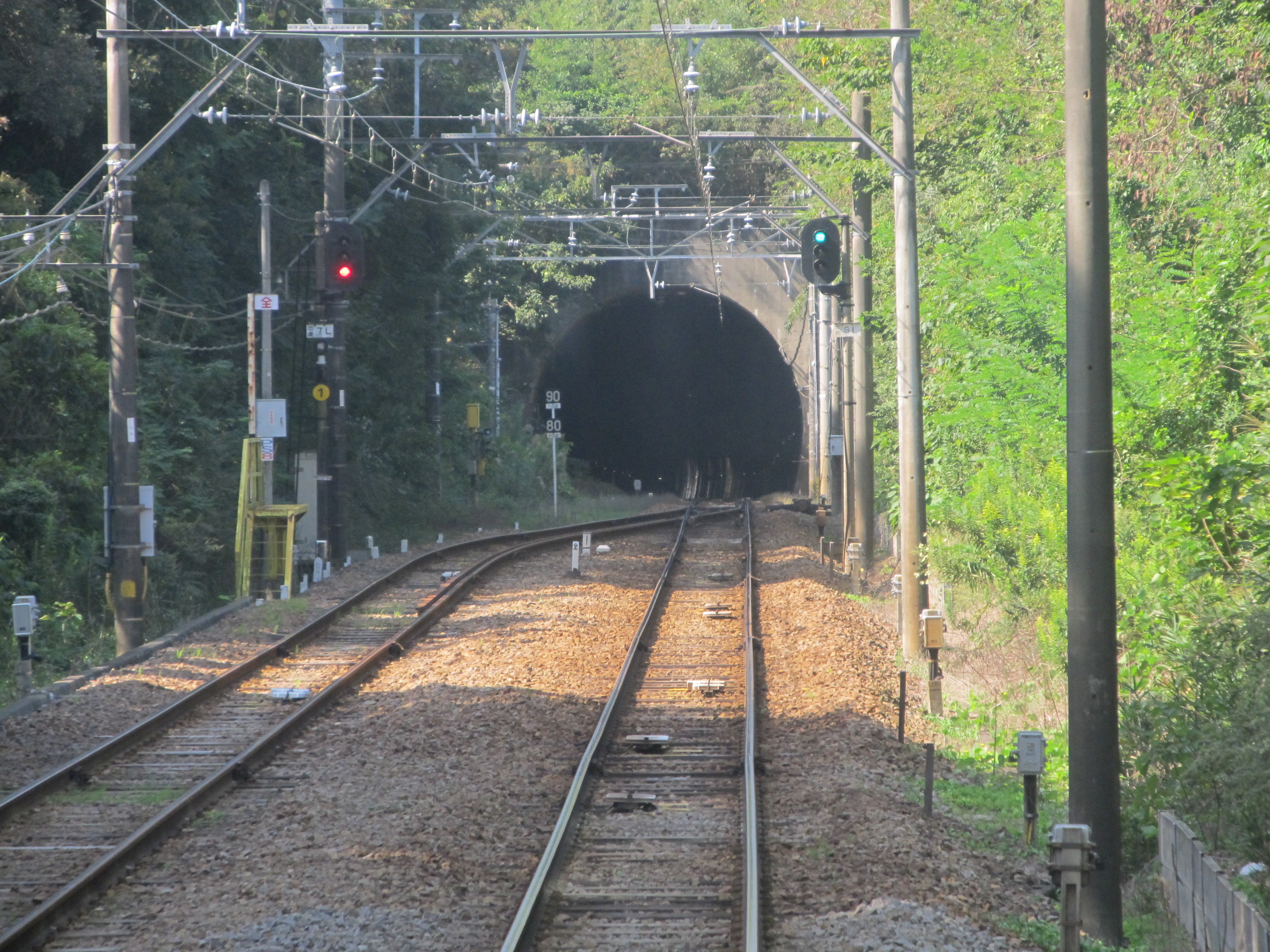
出水事故が起きた深谷トンネル
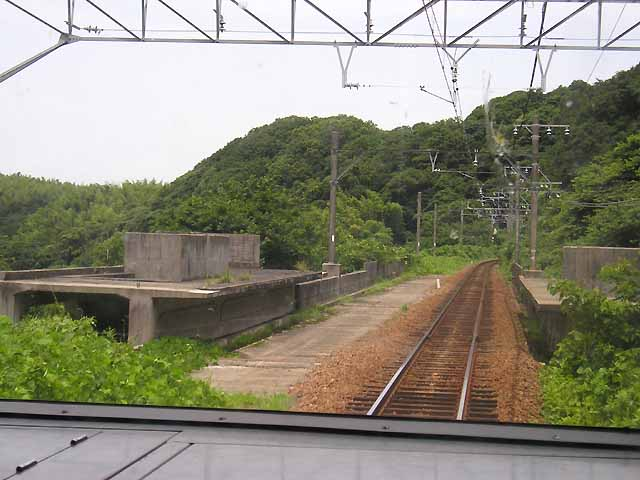
開業に至らなかった小野浦駅（仮称）の遺構
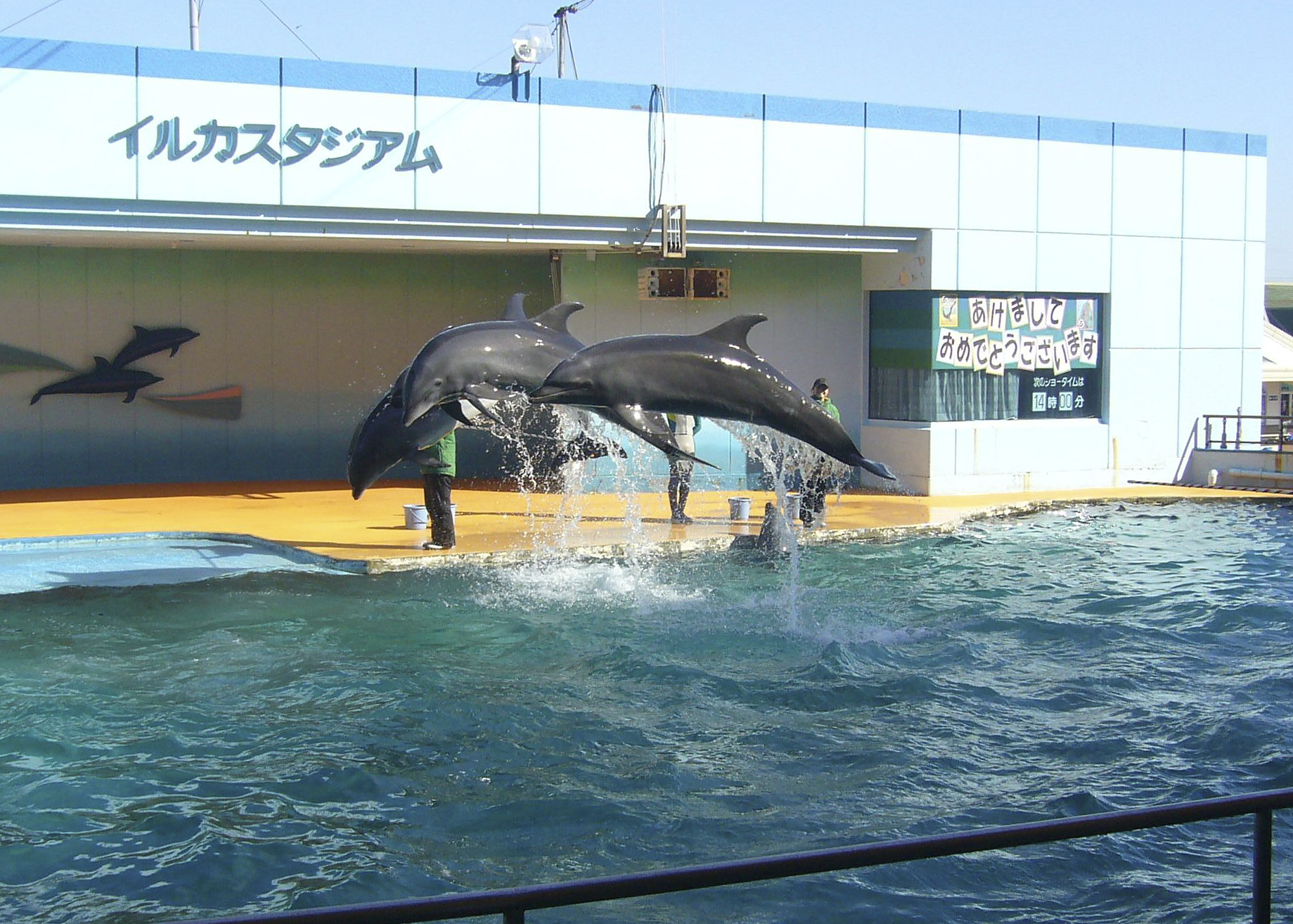
観光開発の一環として建設された南知多ビーチランド

### 年表
- 1966年（昭和41年）9月5日 - 武豊信号所[9] - 内海間（14.7 km[25]）の地方鉄道敷設免許申請を運輸省に提出[15]。
- 1967年（昭和42年）12月14日 - 敷設免許認可[25]。
- 1968年（昭和43年）
  - 2月16日 - 知多新線事務所開設[15]。
  - 4月15日 - 航空測量開始[15]。
  - 6月6日 - 常滑市広目地内の用地買収開始[15]。
  - 7月 - 南知多町内の用地買収開始[15]。
  - 12月 - 分岐地点を武豊信号所から富貴駅に変更[9][注釈 8]。
- 1969年（昭和44年）10月 - 富貴駅 - 別曽池間施工認可[9]。
- 1970年（昭和45年）1月 - 第1工区（富貴駅 - 別曽池間3.1 km）着工[11]。1月20日に富貴駅構内で起工式挙行[25]。
- 1971年（昭和46年）
  - 6月 - 別曽池 - 内海間施工認可[9]。
  - 8月 - 第2工区（別曽池 - 上野間間2.9 km）着工。総工費7億円[11]。
- 1973年（昭和48年）
  - 4月 - 深谷トンネル竣工[14]。
  - 4月23日 - 南知多町内の用地買収完了[15]。
- 1974年（昭和49年）6月30日 - 富貴駅 - 上野間駅間開業[15]。座席指定特急「ヤングビーチ号」運行開始。
- 1975年（昭和50年）7月6日 - 上野間駅 - 知多奥田駅間開業[16]。
- 1976年（昭和51年）
  - 4月4日 - 知多奥田駅 - 野間駅間開業[16]。
  - 9月8日 - 台風17号の集中豪雨により不通。10日復旧[29]。
- 1978年（昭和53年）6月 - 内海駅建設工事中に先苅貝塚を発見[20]。
- 1979年（昭和54年）5月11日 - 内海駅の位置変更とそれに伴う末端部のルート変更認可[31]。
- 1980年（昭和55年）6月5日 - 野間駅 - 内海駅間が開業し全通[16]。「ヤングビーチ号」を定期運用の「うつみ号」に変更。
- 1986年（昭和61年）
  - 2月18日 - 内海駅の配線を2面4線に増強[32]。
  - 3月17日 - 富貴駅 - 別曽池間にCTC導入[29]。
  - 3月18日 - 別曽池信号場設置[33][注釈 9]。
- 1987年（昭和62年）4月24日 - 美浜緑苑駅開業[25]。
- 1988年（昭和63年）3月5日 - 別曽池信号場 - 内海駅間にCTC導入[29]。
- 2007年（平成19年）7月14日 - 全駅にトランパス導入。
- 2011年（平成23年）2月11日 - 全駅にICカード乗車券「manaca」導入。
- 2012年（平成24年）2月29日 - トランパス供用終了。
- 2023年（令和5年）3月18日 - ワンマン運転開始[34]。同時に上野間駅と野間駅の2番線が使用停止[35]。

## 運行形態
2023年3月18日のダイヤ改正において、昼間の時間帯の河和線直通列車が全て廃止され、9時から22時台の普通列車は、全ての列車がワンマン運転となった。ただし、朝夜のみワンマン対応車両の出し入れのため河和線直通の優等列車の運行は継続される。内海駅は4線あるためワンマン運転開始後も引き続き同駅での特急車両等の夜間滞泊が行われている。
2011年3月26日のダイヤ改正からワンマン運転の開始まで、昼間以降は特急・急行・普通が毎時各1本運転されていた。いずれの種別も知多新線内での通過駅はなく、実質的には各駅停車が毎時3本、約20分毎に運転される形だった。当線内の標準所要時分は全列車各駅停車で16 - 21分である。
昼間 - 夕刻は上下列車の列車交換が別曽池信号場で1時間当たり2回（昼間の特急と普通）、知多奥田駅で同2回（特急と急行、夕方以降の普通同士）、野間駅で同1回（昼間の普通同士）行われていた。交換可能駅及び別曽池信号場では安全側線が無いため、列車交換の際は必ず一方の列車が先着してから対向列車が進入する。現行ダイヤの列車交換は知多奥田駅で行われている。
最大編成は河和線などと同じく8両だが、途中駅のホームは6両までしか対応していないため、8両編成では後ろ2両は締切となる。また駅間距離が他の路線に比べて長い区間が多く、トランパス導入前は車内改札を行うことも多かった。
2011年3月26日のダイヤ改正以降の種別ごとの基本ダイヤは以下の通りである。2021年のダイヤ改正において知多新線での終電繰り上げは行われていない。

### 特急
2023年3月改正でワンマン運転開始により、日中の特急列車は廃止となった。ただし、内海駅での夜間滞泊の関係で平日休日共に2往復ずつ一部特別車での運転が継続される。いずれも6両編成であり、1200系と2200系が各1往復ずつである。
現行ダイヤにおいて知多新線内を8両で走る定期特急は存在しない。2023年3月改正以前は、1日1往復のみ1200系と1800系を使用した8両編成の列車も存在した。
2023年3月改正以前は、平日昼間帯のみ全車一般車で、それ以外は一部特別車で運行されていた。原則として名鉄名古屋駅発着だが、平日の17時台 - 20時台は尾西線の佐屋駅まで延長運転となり（折り返しは、名鉄名古屋方面へ回送となり1本目を除き別の系統になる）、平日21、22時台と休日21時台は金山止まりとなる列車が運行されていた。平日最終の下り特急は現在も新鵜沼発であるほか、平日の上り2本目も新鵜沼行きで運行されている。平日・休日とも、上り特急の1本目は名鉄岐阜行きである。名鉄名古屋駅 - 内海駅間の所要時間は下りが56 - 58分、上りが58 - 59分であった。
全車一般車の場合は4両編成で、6000系・6500系、3500系・3700系・3100系・3300系・3150系・9500系・9100系が使用されていた。また、6000系・6800系の2両＋2両や5000系による代走もあった。2019年3月のダイヤ改正までは、主に5700系・5300系の4両編成が使用されていた。
2008年12月27日のダイヤ改正までは、全車特別車が原則であった。停車駅は、上野間駅と知多奥田駅のみで、一部が美浜緑苑駅と野間駅にも停車していた。また、2008年12月改正から2011年3月改正までは平日の朝に快速特急も運転されていたが、日中の特急の運行はなかった。快速特急は野間駅には停車せず、美浜緑苑駅には特別停車扱いで停車していた。知多新線内では下り列車が追い抜き可能な駅はなく、上り列車のみ富貴駅で追い抜きが可能である。河和線の知多半田駅で折り返し上り列車に接続することはあるが、阿久比駅まで基本的に先行列車を追い抜かない。
1990年までは高速も設定されていた。知多新線内は各駅に停車していた。

### 快速急行・急行
快速急行は2024年3月改正時点で平日朝に上り2本が設定されている。
急行は2023年3月改正でワンマン運転開始により、日中には運転されなくなった。上り最終であった内海駅22:39発の急行一宮行きは、富貴始発犬山行きに変更となったため平日上りの急行は全車運転取りやめとなったが、2024年3月改正で深夜に富貴駅始発の急行2本が内海駅始発に変更になったため復活している。休日は朝に上りの急行が2本運転される。下りでは平日6本、休日は2本運転される。河和線とは異なり、内海駅発着の準急は設定されていない。
名鉄名古屋駅から知多新線各駅への終電は22時56分発（新鵜沼駅22時19分始発）の急行で、河和行きより30分早い。
車両は4両、6両編成が基本で、3500系・3700系・3100系・3300系・3150系・9500系・9100系、6000系・6500系・6800系、5000系により運行される。現行ダイヤでは8両の急行は存在しない。
名鉄名古屋駅 - 内海駅間の所要時間は、下りが1時間2分 - 4分、上りが1時間3分 - 4分。
運行系統は、名鉄岐阜駅発着で犬山線・各務原線経由が基本だったが、2008年12月27日のダイヤ改正より新鵜沼駅発着となった。2011年3月26日のダイヤ改正までは毎時2本の運行で、富貴駅で河和駅発着の折り返し普通列車に接続していた。それ以降、ワンマン運転の開始までは富貴駅で接続する河和駅発着の折り返し普通列車はなくなり、毎時1本の運転となった。

### 普通
朝のみ河和線方面への直通列車があるが、日中は線内折り返しで運転している。基本はワンマン対応の3500系か9500系の4両で運行される。同一機器でのワンマン運転を行っている広見線西側、各務原線とは異なり、2両でのワンマン運行はない（朝と夜の車掌が乗務しているツーマン列車には、2両で運行される列車もある）。日中は毎時2本となっており、富貴駅で太田川・名古屋方面へは河和発の特急、河和方面へは急行と接続する。駅集中管理システムが導入されていない蒲郡線などとは異なり、ワンマン列車でも従来通りホーム側のドアが全て開く。
2023年3月のダイヤ改正以前の日中は金山駅発着の普通列車が毎時1本運行されていた（2021年5月ダイヤ改正より平日日中の内海行きは須ヶ口駅発となった）。阿久比駅で河和発の特急と接続し、内海駅から名鉄名古屋駅への所要時間は特急乗り換えで1時間7分 - 9分であった。
2008年12月27日のダイヤ改正以前は線内折り返しの列車と、佐屋駅発着の列車がそれぞれ毎時1本ずつ運行されていた。急行と同様に2011年3月26日のダイヤ改正までは毎時2本の運行だった。

## 駅一覧
- 全駅愛知県知多郡内に所在。
- 知多新線内で運行される種別として、特急・快速急行・急行・普通があるが、知多新線内では全列車が各駅に停車する。
- 停車駅は2011年12月17日改正時点。

凡例
線路（全線単線） … ｜：交換不能駅 ∨・◇・∧：交換可能駅・信号場
| 駅番号 | 駅名         | 駅間キロ | 営業キロ | 接続路線                                              | 線路 | 所在地   |
| ------ | ------------ | -------- | -------- | ----------------------------------------------------- | ---- | -------- |
| KC17   | 富貴駅       | -        | 0.0      | 名古屋鉄道：KC 河和線（朝と深夜の一部列車が直通運転） | ∨    | 武豊町   |
|        | 別曽池信号場 | 3.0      | 3.0      |                                                       | ◇    | 武豊町   |
| KC20   | 上野間駅     | 2.8      | 5.8      |                                                       | ｜   | 美浜町   |
| KC21   | 美浜緑苑駅   | 0.9      | 6.7      |                                                       | ｜   | 美浜町   |
| KC22   | 知多奥田駅   | 1.4      | 8.1      |                                                       | ◇    | 美浜町   |
| KC23   | 野間駅       | 1.7      | 9.8      |                                                       | ｜   | 美浜町   |
| KC24   | 内海駅       | 4.1      | 13.9     |                                                       | ∧    | 南知多町 |

- 別曽池信号場 - 上野間駅の間で常滑市を通るが、同市内に駅はない。
- KC18・KC19は河和線河和口駅・河和駅に割り振られている。

## 利用状況
各駅の一日平均乗車人員の推移は以下の通り（詳細は各駅を参照）。
知多新線利用客の多くは知多奥田駅の日本福祉大学（および附属高校）への通学である。周辺の高齢化に伴い利用客は年々減少している。南知多町へ向かう唯一の鉄道路線であるが、町内唯一の鉄道駅である内海駅の利用客は多くない。